# 六神合體
《六神合體》是以日本漫畫家橫山光輝的漫畫作品《MARS》（マーズ）為藍本，大幅改編（但經過作者橫山本人同意）的機械人動畫。1981年10月2日至1982年12月24日在日本首播，共64集。香港無線電視翡翠台也曾分別於1985年5月首播及2022年6月2日重播。台灣是由中國電視公司於1989年3月31日至1990年6月29日期間，以《雷霆王》譯名播出。中國大陸地區在1994年至95年，也播出了台灣的中文配音版本。

## 故事概要
故事發生在西元1982年，從宇宙上飛來了六個神祕光球，並降落到地球上。這六個神祕光球將是拯救地球的新希望，六個守護機器人，也是主角明神武(Mars)的故事起源，他的故鄉是侵略全宇宙的邪惡帝王族魯的駐紮之地吉森星；其實明神武的父親早就看不慣族魯的邪惡作風，就在命令他製造第六個機器人，也就是主角的使用機蓋亞(Gaia)，然後將剛出生的明神武放到宇宙保溫艙中，準備向地球來顆超級炸彈的時候，之前製造好的五個守護機器人，就是為了防止吉森星的悲劇落在地球身上，才趁蓋亞與宇宙保溫艙中的嬰兒明神武(Mars)發射出去時，他們也跟著起動，準備飛向地球。
就這樣，六個守護機器人終於到了地球，機器人的神力化為六個守護神像分別藏在地球上的六個區域中，準備展開對族魯的反擊。
17年後，明神武(Mars)長大成人，受將軍委託成為地球防衛隊Crasher的成員；同時，族魯帝王居然出現在他夢中，要他毀滅地球。他非常強烈拒絕這種無理要求，於是與吉森星的侵略者為敵，明神武(Mars)身旁的人們剛開始並不知道明神武是吉森星人，後來才被發現；於是明神武要為大家證明，他愛地球以及地球人，絕不容許吉森星的侵略者以及族魯破壞這美好的一切。因此這六個守護機器人與明神武要決定結合正義力量，合體成為最強的地球守護神「六神合體GODMARS」來保護地球，揭開這場地球防衛戰的精彩序幕。

## 登場人物
明神武（配音：水島裕（日本）；黃健強（香港））
17歲，是「地球防衛隊Crasher」(台譯：正義隊)的成員。他真實身分其實是祖魯所在的行星「吉森星」的人，真實名字叫「馬爾斯（台譯：馬茲）」
後來與蓋亞被一同送到地球上，被明神博士發現，才取名為明神武。
他擔任的是3號機的駕馭與射擊，卻擁有能抵抗敵人的超能力，一瞬間將敵人擊倒。
在他情況危急時，腦波會傳送到蓋亞的所在地「明神礁」的神像上，蓋亞就會自動現身、送明神武(Mars)至駕馭艙中，再與其他五個機器人執行「六神合體」。
馬克（配音：三矢雄二（日本）；馮錦堂)（香港））
17歲，吉森星人，是明神武(馬爾斯)的雙胞胎哥哥。
大塚長官（配音：富田耕生（日本）；源家祥（香港））
42歲，地球防衛隊Crasher的指揮官。
外表沿自太陽使者 鐵人28號登場的大塚茂警部，並引用明星系統，於機戰Z2、Z3的人物設定為同一人物。
飛鳥健治（配音：石丸博也（日本）；黃兆強（香港））
23歲，為明神武所屬的地球防衛軍Crasher擔任作戰隊長一職，性格沉著冷靜，擁有優秀的領導能力。
木曾輝（配音：鹽屋翼（日本）；馮志潤（香港））
16歲，地球防衛軍Crasher的隊員，目前擔任宇宙戰機1號駕駛，是個心地善良的小胖子。
日向美佳（配音：川浪葉子（日本）；黃麗芳（香港））
15歲(劇場版為17歲)，地球防衛軍Crasher唯一的女隊員，負責用雷達傳輸聯絡將軍或隊友，也曾經喜歡明神武。當她知道明神武是外星人時，心裡不敢置信；後來明神武證明自己要守護地球時，她很高興能夠接納明神武回地球。
伊集院直人（配音：鈴置洋孝（日本）；梁耀昌（香港））
與明神武同樣為17歲，在地球防衛軍Crasher擔任2號宇宙戰機駕駛與射擊。剛開始知道明神武是外星人，態度十分不友善，後來也是因為他堅定信心要守護地球，不再成為吉森星的敵人時，才慢慢地接納他。
明神正（配音：青野武（日本）；盧國權（香港））
明神武在地球上的養父，前者在嬰兒時期與蓋亞一起送到地球後，被正在釣魚的明神博士發現，而從容器中抱走，但第2話中被吉森星的侵略者攻擊而重傷死亡。
明神靜子（配音：前田敏子（日本）；區瑞華（香港））
明神博士之妻，明神武在地球上的養母，心懷慈悲的善良母親。
蘿潔（；港譯：露絲，配音：鵜飼留美子（日本）；袁淑珍（香港））
吉森星人，原為祖魯派去監視馬克的副官。
芙蘿蕾（配音：榊原良子（日本））
17歲，負極超能力者，瑪爾美洛星篇的女主角。
祖魯皇帝（配音：納谷悟朗（日本）；周鸞（香港））
吉森星的邪惡帝王，陰謀支配整個宇宙。為了達成此目的，而把小時的明神武與擁有反陽子基因的蓋亞送到地球，祖魯皇帝本是吉森星駐紮的宇宙支配者，從吉森星篇到地球篇，明神武一直以他為敵。
要明神武服從命令，摧毀地球，但明神武婉拒，並屢次襲擊明神武。他的身體除頭部是機械生命體之外，之前都用黑色斗蓬來遮蓋身體，後來在地球篇才露出真面目。

## 六神合體GODMARS(雷霆王)
在明神武(馬爾斯)有危機時，他的腦波將無意間傳送到位於明神礁的岩石上，劈開岩石，海亞從空中現身。當明神武與海亞不敵巨大侵略機械時，身後的五個守護機器人將挺身而出，將一次合體成為地球最強的機械守護巨神來抵抗敵人。這六個機器人是由明神武(馬爾斯)在吉森星上的父親所製造的，為了抵抗族魯的邪惡暴行而誕生的特地藏在六個地球上的某個區域中，等待發射。身長為50M，重量為1050t。
- 唯一射擊及近接兵器，都是從腹部「G」「M」兩宇(God Mars兩字開首)射出光線。「G」字射出高熱光束「巨神火光」(God Fire；台譯「金光火焰」；港譯「戰神火焰」)。「M」字射出光線，再變成佩劍「馬爾斯閃光劍」(Mars Flash；台譯「雷霆閃電」；港譯「戰神斬妖劍」)

- 必殺技是「最後一擊六神合體」(Final Godmars)，機戰系列則追加結合原作最終話黃金型態並強化必殺技「超級最後一擊六神合體」(スーパーファイナルゴッドマーズ)，但原作僅對祖魯皇帝大力投擲馬爾斯閃光劍並未使用必殺技「最後一擊六神合體」。

以下是六神合體的六個超級機器人名單：
蓋亞(Gaia)
- 港譯「基因」，台譯「海亞」，身高15m，重量250t。
- 為明神武所專屬的紅色機器人，也是六神合體中的1號機器人，合體部位是在Sphinx人面獅身的收納體內。
- 平日藏在位於太平洋上的明神礁，一個巨大的老人石像內。
- 當明神武有危機時，他就會傳送腦波至明神礁，海亞就從石像中跳出並將明神武用光送至駕駛艙中。
- 此機器人用明神武的超能力來當攻擊武器，命名為「超能力衝擊波」。
- 此機器人在體內安裝反陽子系統炸彈，只要明神武死亡，蓋亞便會自動引爆，到時候地球就會變成一片火海而毀滅。
- 此機器人名字由來是取自希臘神話中一位掌管大地的女神蓋亞(Gaia)。

人面獅身(Sphinx)
- 港譯「人頭獸神」，身高為25m　重量是300t
- 藍色機器人，是六神合體中的2號機，可變形成為可收納蓋亞的Godmars身體。
- 平日藏在埃及金字塔旁的人面獅身像內。
- 他的攻擊能力為「人面獅身攻擊」(Sphinx Attack)，用蠻力可將敵人破壞。也可與其他四體機器人發出五彩閃光，解救受困的蓋亞。
- 此機器人名字由來是埃及聞名的古代神獸斯芬克斯(Sphinx)而取名的。

烏拉尼斯(Uranus)
- 港譯「天神」，身高為15m　重量是100t
- 白色中型機器人，是六神合體中的3號機，可變形成為Godmars右手。
- 平日藏在北極的巨大冰山中。
- 他的攻擊能力為「烏拉尼斯冷凍光線」(Uranus Freeze)，可將敵人瞬間變成冰柱將其破壞。
- 此機器人名字由來是取自希臘神話中著名的天空之神烏拉尼斯(Uranus)。

泰坦(Titan)
- 港譯「巨人神」，身高為15m　重量是100t
- 綠色中型機器人，是六神合體中的4號機，可變形成為Godmars左手。
- 平日藏在印度洋的海底石像中。
- 他的攻擊能力為「泰坦旋風」(Titan Cyclone；反重力光線)，可將敵人捲起後再重重摔到地面上。
- 此機器人名字由來是取自希臘神話的一群巨人神祇泰坦(Titan)。

琴(Sin)
- 港譯「真神」，身高為25m　重量是150t
- 黑色中高型機器人，是六神合體中的5號機，可變形成為Godmars右腳。
- 平日藏在柬埔寨的吳哥窟石像中。
- 他的攻擊能力為「琴之火光熱線」(Sin Flare)，可將敵人燃燒殆盡。
- 此機器人名字由來是取自美索不達米亞文明的月神南納(Sin)。

萊(Ra)
- 港譯「地神」，身高為25m　重量是150t
- 藍色中高型機器人，是六神合體中的6號機，可變形成為Godmars左腳。
- 平日藏在復活節島的摩艾石像之中。
- 他的攻擊能力為「萊之脈衝切斷」(Ra Pulsar)，可瞬間切割堅固的敵機。
- 此機器人名字由來是取自埃及神話的太陽神拉(Ra)。

## 地球防衛軍Crusher
由隊長兼作戰指揮的飛鳥健治、擔任射擊手的伊集院誠與主角明神武、擔任操縱的木曾輝以及唯一的女性雷達通訊員日向美佳，這五人所組成的宇宙防衛隊，為了防止宇宙惡勢力入侵銀河系與地球的和平才組織的任務編組。他們駕駛的是一次可分成三台的超級戰鬥機“Cosmo Crusher”，來抵抗外星敵人的侵略。

## 工作人員
- 原作：橫山光輝
- 企畫：吉川斌
- 劇本統籌：藤川桂介
- 編劇：藤川桂介、城山昇、田口成光等人
- 人物設定‧作畫監督：本橋秀之
- 總監督：今澤哲男
- 機械設計：龜垣一
- 音樂：若草恵
- 主題歌：
  - 片頭曲：
  - 片尾曲：

(作詞：三浦德子、作曲：小田裕一郎、演唱：樋浦一帆)

## 各話一覽
| 話數 | 標題 | 劇本     | 分鏡       | 演出     |
| ---- | ---- | -------- | ---------- | -------- |
| 1    |      | 藤川桂介 |            | 今澤哲男 |
| 2    |      | 藤川桂介 | 山吉康夫   |          |
| 3    |      | 城山昇   | 廣川和之   |          |
| 4    |      | 田口成光 | 今澤哲男   |          |
| 5    |      | 田口成光 | 生家三毛造 | 出崎哲   |
| 6    |      | 藤川桂介 |            | 山吉康夫 |
| 7    |      | 藤川桂介 | 廣川和之   |          |
| 8    |      | 藤川桂介 | 今澤哲男   |          |
| 9    |      | 田口成光 | 西村純二   |          |
| 10   |      | 田口成光 | 廣川和之   |          |
| 11   |      | 藤川桂介 | 山吉康夫   |          |
| 12   |      | 藤川桂介 | 今澤哲男   |          |
| 13   |      | 藤川桂介 | 西村純二   |          |
| 14   |      | 藤川桂介 | 生家三毛造 | 今澤哲男 |
| 15   |      | 藤川桂介 |            | 廣川和之 |
| 16   |      | 城山昇   | 山吉康夫   |          |
| 17   |      | 田口成光 | 今澤哲男   |          |
| 18   |      | 藤川桂介 | 西村純二   |          |
| 19   |      | 藤川桂介 | 廣川和之   |          |
| 20   |      | 城山昇   | 生家三毛造 | 今澤哲男 |
| 21   |      | 藤川桂介 |            | 山吉康夫 |
| 22   |      | 藤川桂介 | 西村純二   |          |
| 23   |      | 城山昇   | 今澤哲男   |          |
| 24   |      | 田口成光 | 青木悠三   |          |
| 25   |      | 藤川桂介 | 山吉康夫   |          |
| 26   |      | 藤川桂介 | 今澤哲男   |          |
| 27   |      | 城山昇   | 廣川和之   |          |
| 28   |      | 田口成光 | 西村純二   |          |
| 29   |      | 藤川桂介 | 山吉康夫   |          |
| 30   |      | 城山昇   | 青木悠三   |          |
| 31   |      | 田口成光 | 藤原良二   | 今澤哲男 |
| 32   |      | 藤川桂介 |            | 今澤哲男 |
| 33   |      | 藤川桂介 | 西村純二   |          |
| 34   |      | 藤川桂介 | 山吉康夫   |          |
| 35   |      | 城山昇   | 廣川和之   |          |
| 36   |      | 藤川桂介 | 西村純二   |          |
| 37   |      | 藤川桂介 | 今澤哲男   |          |
| 38   |      | 藤川桂介 | 西村純二   |          |
| 39   |      | 田口成光 | 山吉康夫   |          |
| 40   |      | 藤川桂介 | 廣川和之   |          |
| 41   |      | 藤川桂介 | 青木悠三   |          |
| 42   |      | 田口成光 | 西村純二   |          |
| 43   |      | 城山昇   | 山吉康夫   |          |
| 44   |      | 城山昇   | 今澤哲男   |          |
| 45   |      | 藤川桂介 | 廣川和之   |          |
| 46   |      | 藤川桂介 | 青木悠三   |          |
| 47   |      | 藤川桂介 | 西村純二   |          |
| 48   |      | 田口成光 | 山吉康夫   |          |
| 49   |      | 城山昇   | 鍋島修     | 今澤哲男 |
| 50   |      | 藤川桂介 |            | 廣川和之 |
| 51   |      | 藤川桂介 | 西村純二   |          |
| 52   |      | 藤川桂介 | 今澤哲男   |          |
| 53   |      | 城山昇   | 山吉康夫   |          |
| 54   |      | 田口成光 | 青木悠三   |          |
| 55   |      | 城山昇   | 鍋島修     | 今澤哲男 |
| 56   |      | 田口成光 |            | 西村純二 |
| 57   |      | 藤川桂介 | 越智一裕   |          |
| 58   |      | 城山昇   | 山吉康夫   |          |
| 59   |      | 田口成光 | 西村純二   |          |
| 60   |      | 城山昇   | 青木悠三   |          |
| 61   |      | 田口成光 | 越智一裕   | 今澤哲男 |
| 62   |      | 藤川桂介 |            | 西村純二 |
| 63   |      | 藤川桂介 | 山吉康夫   |          |
| 64   |      | 藤川桂介 | 今澤哲男   |          |

## 影響
「六神合體」的六合一概念，後來也被日美合作機械人動畫《戰鬥王》所沿用，另外於1995年，成為「SD高達外傳 機甲神傳說」中主角「超機甲神」藍本，同樣由六部機兵合體而成。
六神合體也出現在機器人大戰系列遊戲中
- 超級機器人大戰連線之戰 (Game Boy Color 1999)
- 超級機器人大戰64 1999
- 超級機器人大戰D 2003
- 第2次超級機器人大戰Z破界篇/再世篇 2012
- 第3次超級機器人大戰Z時獄篇/天獄篇 2015

## 外部連結
- TMS圖書館《六神合體》特集 （页面存档备份，存于）
- 中視卡通《雷霆王》主題歌 （页面存档备份，存于）
- 《六神合體》回憶 （页面存档备份，存于）